# Helle Jespersen
Helle Jespersen, född den 12 februari 1968, är en dansk seglare.
Hon tog OS-brons i yngling i samband med de olympiska seglingstävlingarna 2004 i Aten.